# Jacques Laffitte
Jacques Laffitte (n. 24 de Outubro de 1767, Bayonne - f. 26 de Maio de 1844) foi um político francês. Ocupou o cargo de primeiro-ministro da França, entre 2 de Novembro de 1830 a 13 de Março de 1831.